# 许光达故居
许光达故居坐落在中国湖南省长沙县黄兴镇，是中国人民解放军大将许光达的故居。

## 沿革
1908年（清朝光绪三十四年），许光达故居建成，一共有14间房。1908年11月19日，许光达在故居诞生。1954年，一场洪水冲毁了故居的建筑物。2005年3月，国家副主席曾庆红考察长沙县，提出对许光达故居进行修复。2011年，湖南省人民政府把许光达故居列入湖南省文物保护单位。

## 建筑
让衔碑，高2.5米（8英尺2英寸），宽5米（16英尺），重30吨。碑文内容是许光达给毛泽东写信请求不要给其授予军衔。

## 周边名胜
- 黄兴故居
- 左宗棠墓

## 交通
从长沙市坐公交车220在“光达故居站”下车。

## 图册

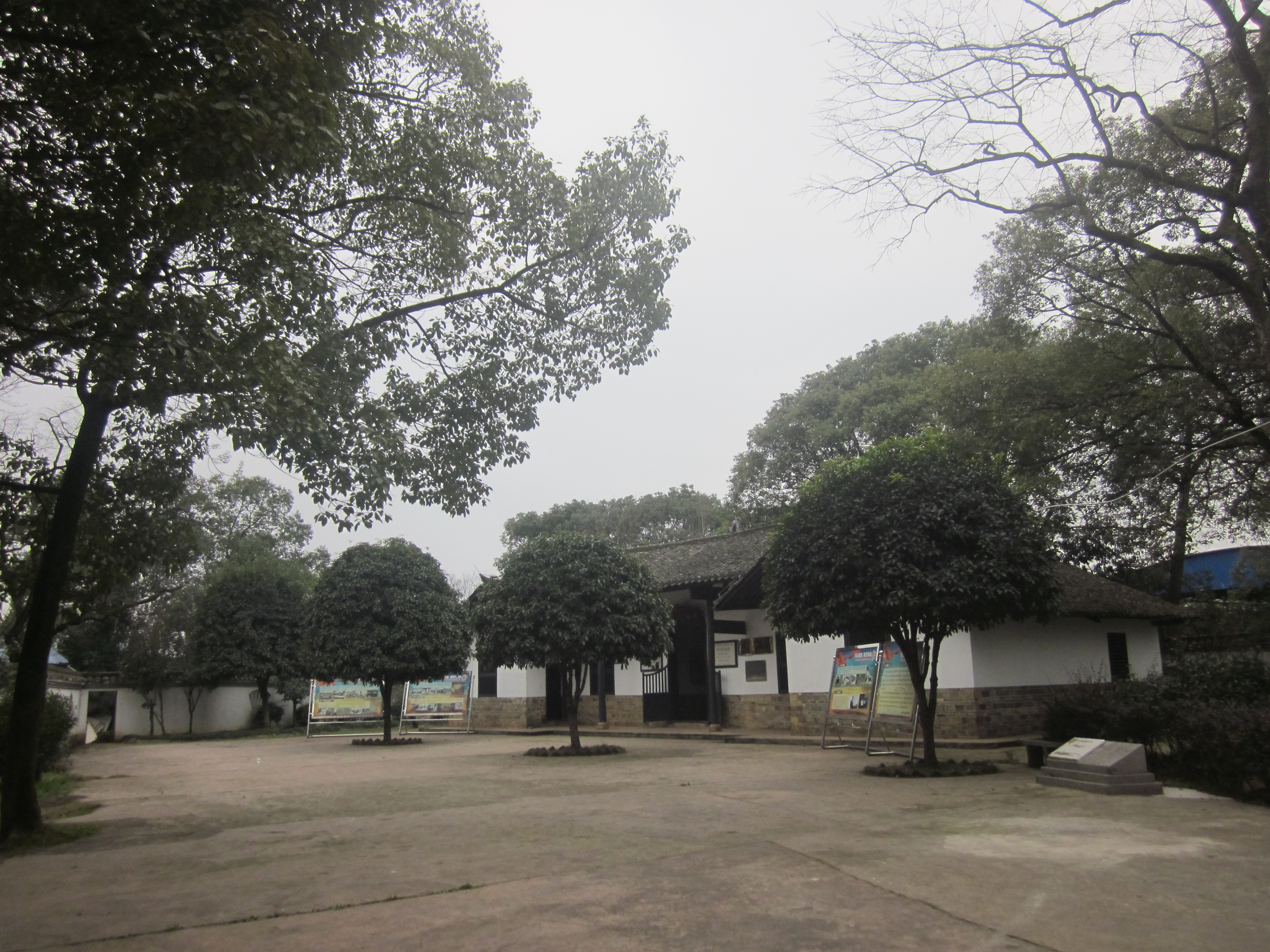
故居外景。
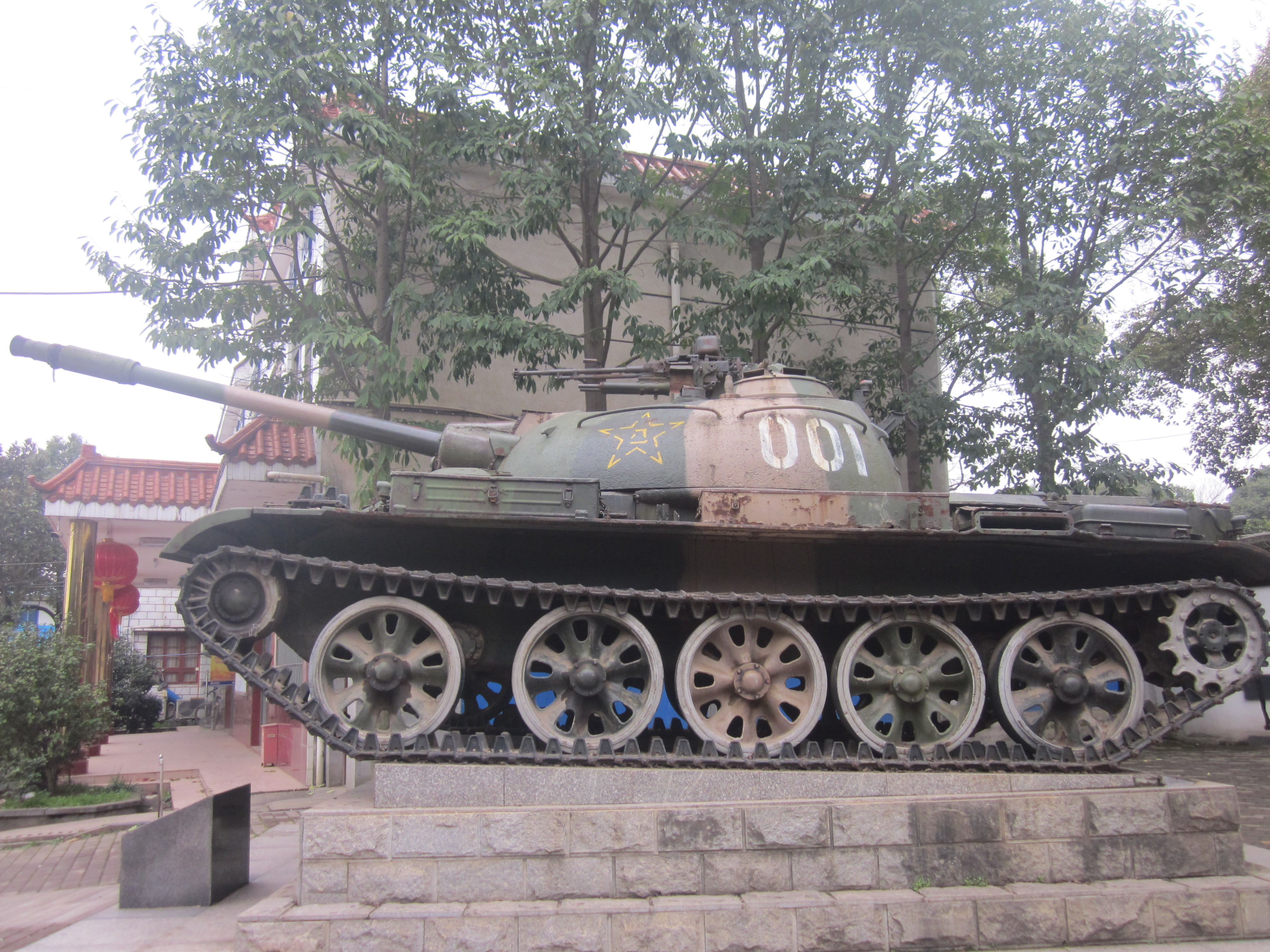
故居里陈列的一辆坦克。
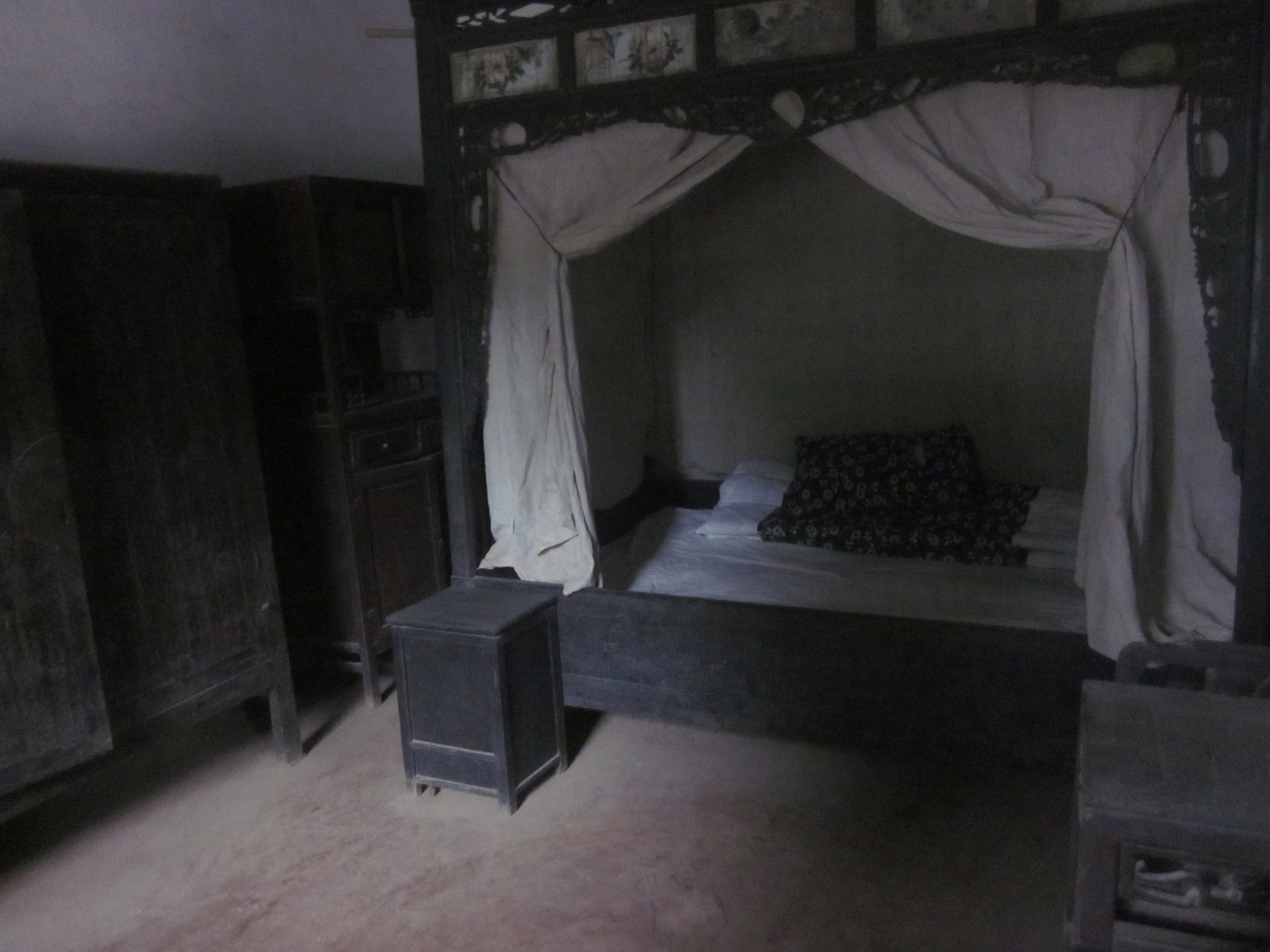
许光达的卧室。
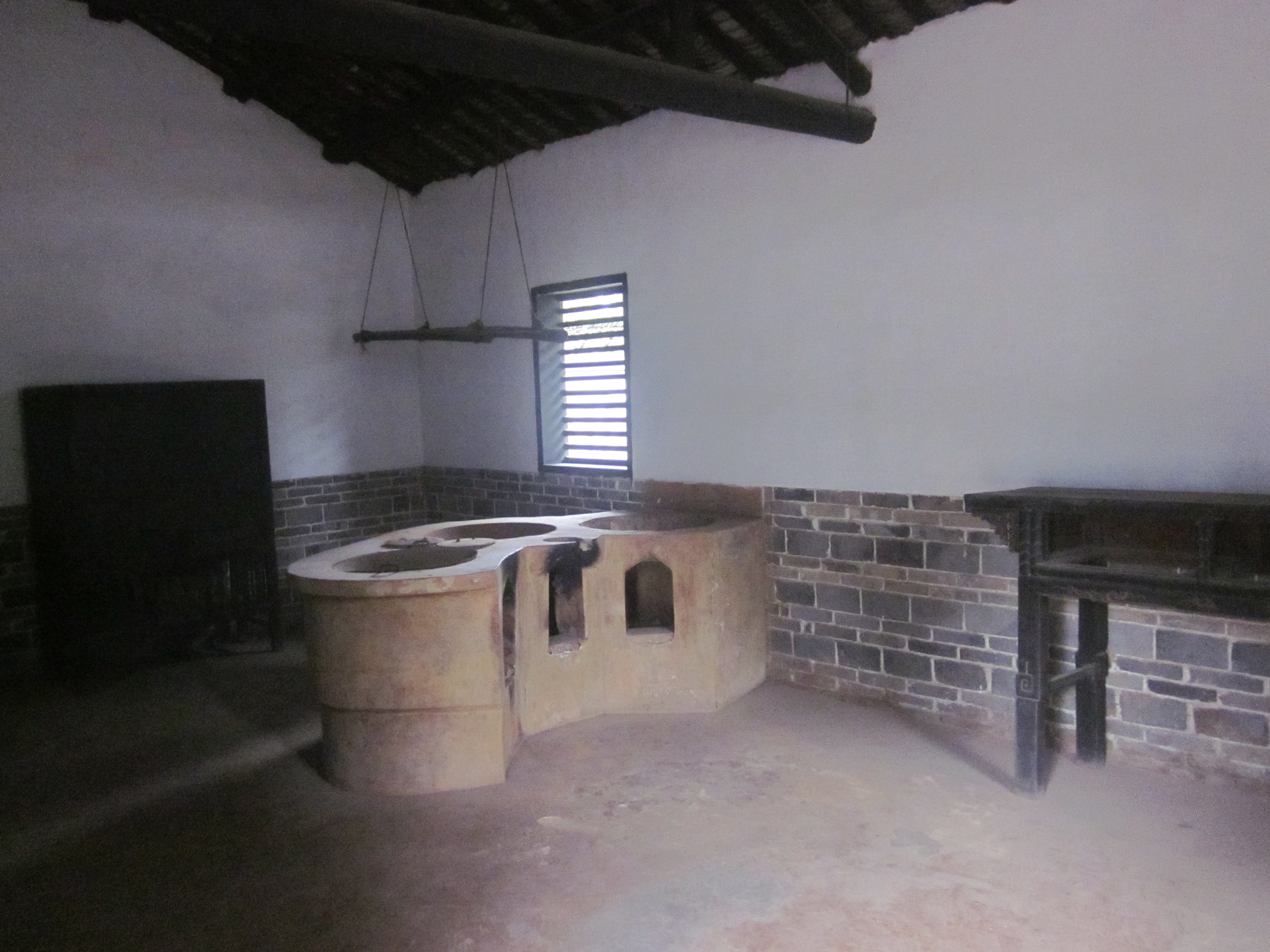
厨房。
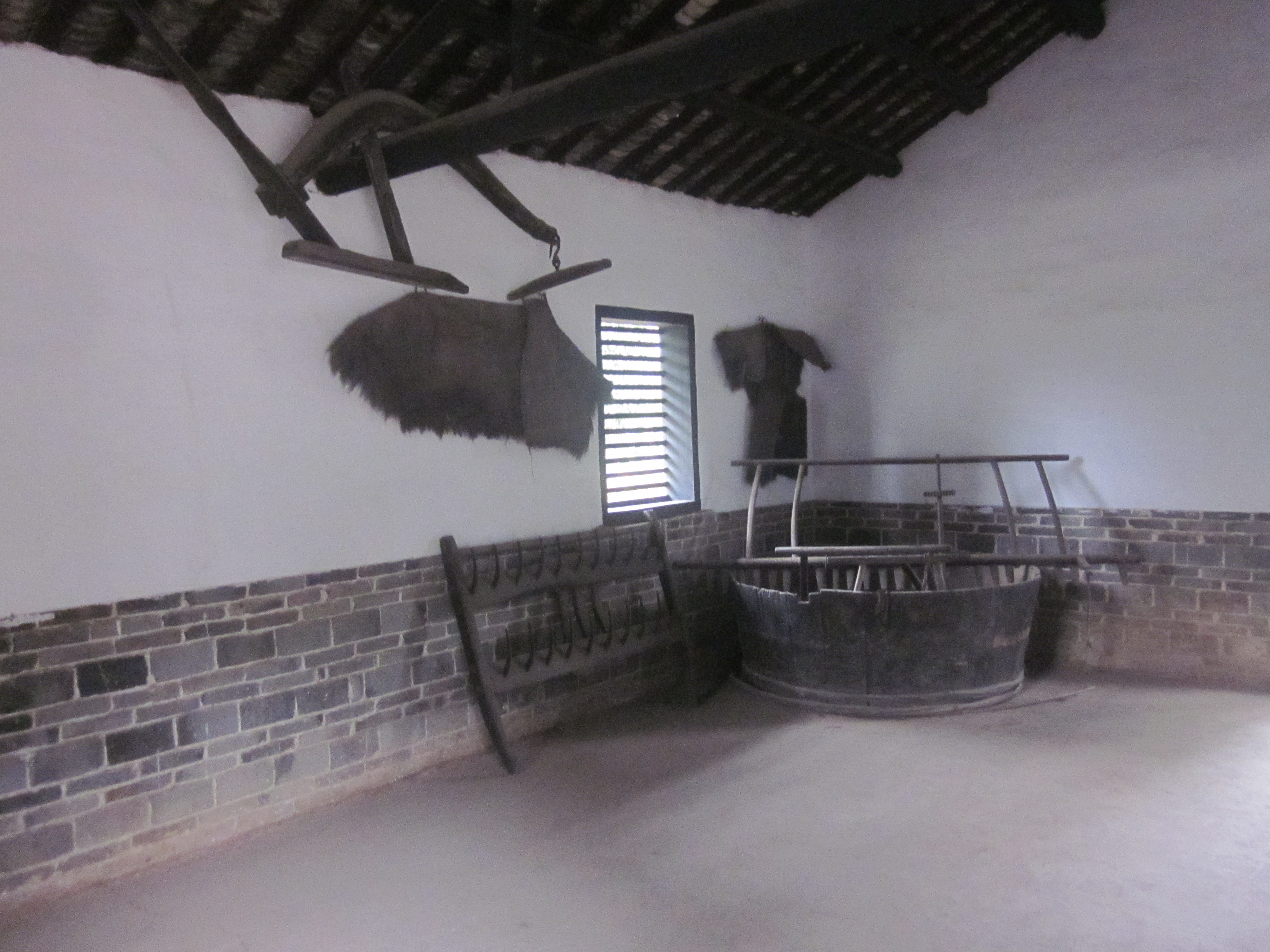
农具房。
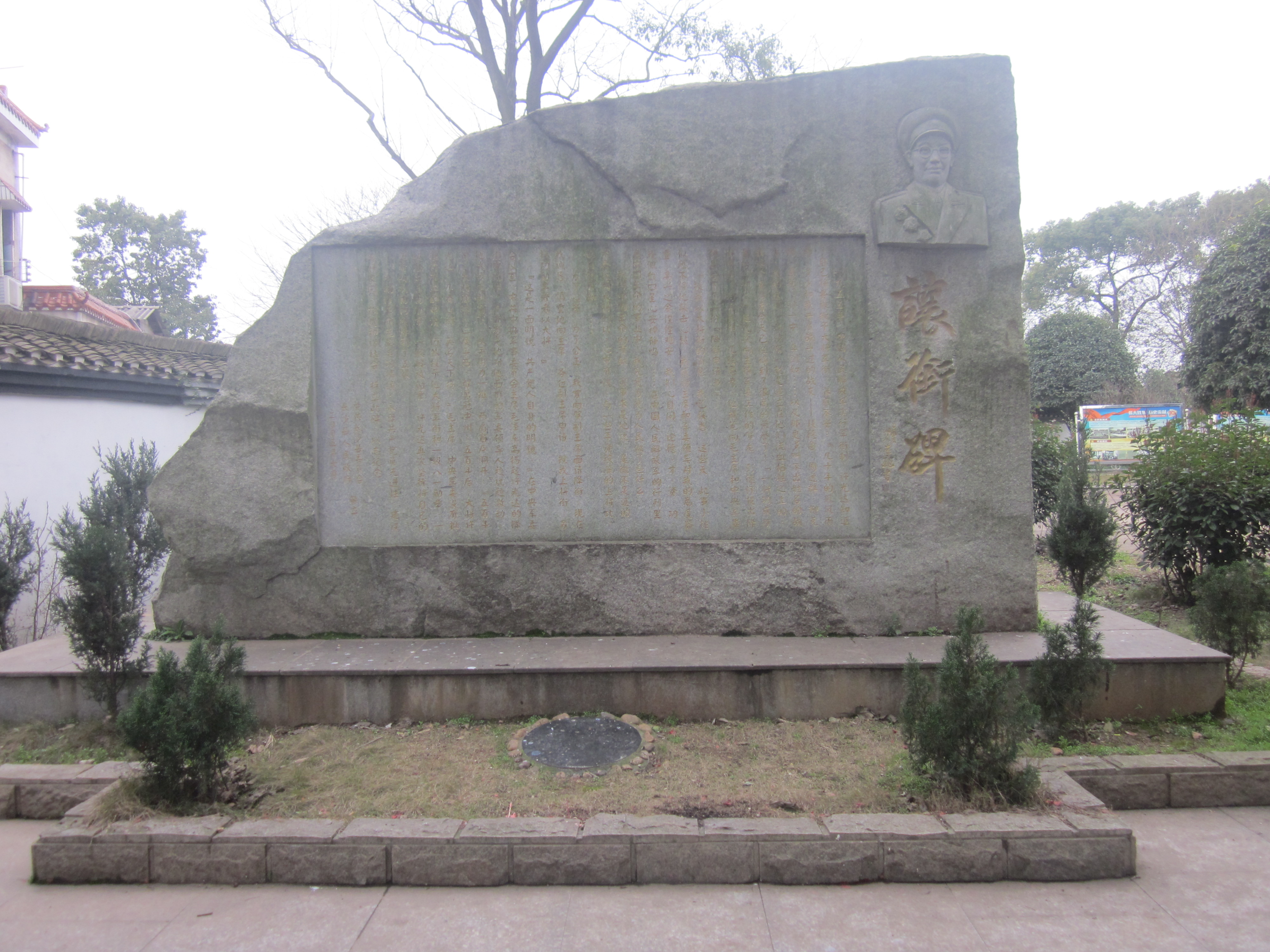
让衔碑。
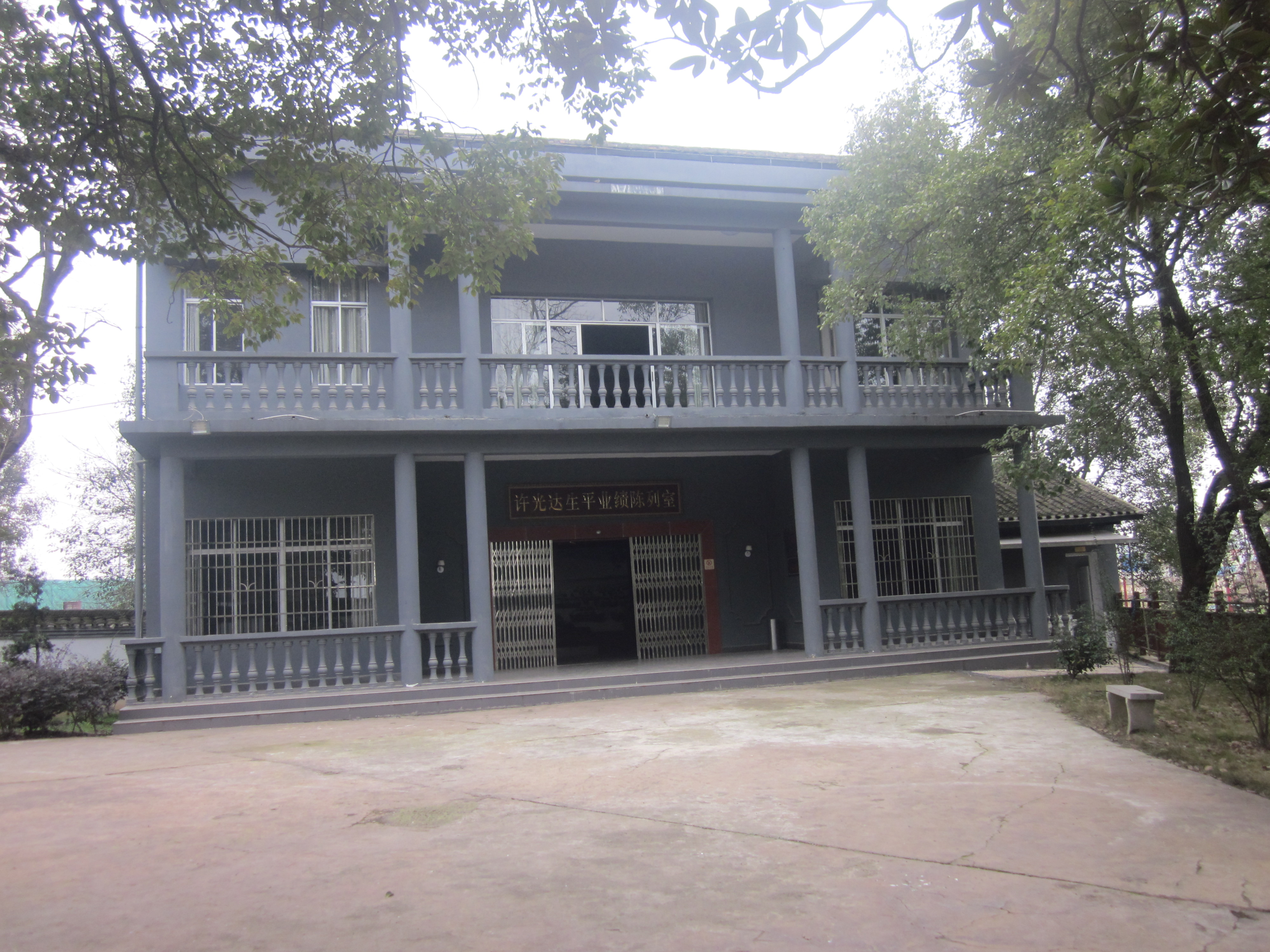
陈列室。